# 直立鸡蛋参
直立鸡蛋参（学名：Codonopsis convolvulacea var. limprichtii）为桔梗科党参属下的一个变种。

## 扩展阅读
- 維基物種上的相關：直立鸡蛋参